# Alverca da Beira
Alverca da Beira é uma povoação portuguesa do Município de Pinhel que foi sede da extinta Freguesia de Alverca da Beira, freguesia que tinha 7,95 km² de área e 463 habitantes (2011), e, por isso, uma densidade populacional de 58,2 hab/km².
A Freguesia de Alverca da Beira foi extinta (agregada) pela última Reorganização administrativa do território das freguesias, de acordo com a Lei nº 11-A/2013 de 28 de Janeiro, tendo o seu território sido agregado ao da Freguesia de Bouça Cova para constituir a Freguesia de Alverca da Beira/Bouça Cova com sede em Alverca da Beira.
No século XIII, Alverca da Beira pertencia ao concelho de Trancoso, na altura denominada de Santa Maria de Alverca. Foi vila e sede de concelho até 1853. Este era constituído apenas pela freguesia da vila e tinha, em 1801, 939 habitantes. Após as reformas administrativas do início do liberalismo foram-lhe anexadas as freguesias de Avelãs da Ribeira, Bouça Cova, Cerejo, Ervas Tenras e Freixedas. Tinha, em 1849, 3 363 habitantes.

## População
★ Nos anos de 1864 a 1930 figura Alverca. Pelo decreto-lei nº 27.424, de 31/12/1936, passou a ter a actual designação.

| Totais e grupos etários | Totais e grupos etários | Totais e grupos etários | Totais e grupos etários | Totais e grupos etários | Totais e grupos etários | Totais e grupos etários | Totais e grupos etários | Totais e grupos etários | Totais e grupos etários | Totais e grupos etários | Totais e grupos etários | Totais e grupos etários | Totais e grupos etários | Totais e grupos etários | Totais e grupos etários |
| ----------------------- | ----------------------- | ----------------------- | ----------------------- | ----------------------- | ----------------------- | ----------------------- | ----------------------- | ----------------------- | ----------------------- | ----------------------- | ----------------------- | ----------------------- | ----------------------- | ----------------------- | ----------------------- |
|                         | 1864                    | 1878                    | 1890                    | 1900                    | 1911                    | 1920                    | 1930                    | 1940                    | 1950                    | 1960                    | 1970                    | 1981                    | 1991                    | 2001                    | 2011                    |
|                         | 1 132                   | 1 289                   | 1 216                   | 1 247                   | 1 184                   | 1 074                   | 1 206                   | 1 256                   | 1 347                   | 1 215                   | 895                     | 667                     | 550                     | 495                     | 463                     |
| i)                      |                         |                         |                         |                         |                         |                         |                         |                         |                         |                         |                         |                         |                         | 55                      | 42                      |
| ii)                     |                         |                         |                         |                         |                         |                         |                         |                         |                         |                         |                         |                         |                         | 43                      | 39                      |
| iii)                    |                         |                         |                         |                         |                         |                         |                         |                         |                         |                         |                         |                         |                         | 263                     | 197                     |
| iv)                     |                         |                         |                         |                         |                         |                         |                         |                         |                         |                         |                         |                         |                         | 134                     | 185                     |

```
i)
 0 aos 14 anos;
 ii)
 15 aos 24 anos; 
iii)
 25 aos 64 anos; 
iv)
 65 e mais anos	
```

### Censo de 1864
De acordo com o censo de 1864 a freguesia de Alverca da Beira era constituída nesta data por 554 homens (48.9%) e 578 mulheres (51,1%), num total de 1.132 habitantes. 
Cerca de 40% da sua população tinha menos de 20 anos de idade, com os rapazes a representarem 44.6% da população masculina e as raparigas a representarem 41.5% da população feminina.
A esperança de vida nesta época era muito baixa, com a freguesia a registar apenas 38 habitantes com mais de 65 anos (3.4%) sendo 21 homens (3.8%) e 17 mulheres (2.9%).
Quanto ao estado civil os casados eram 369, e representavam 31.9%  da população; havia 223 solteiros com mais de 20 anos (20% da população), dos quais 98 eram homens e 125 eram mulheres. Os viúvos eram 62 (5.5% da população), sendo 26 homens e 36 mulheres.

### Censo de 2011
A freguesia era, nesta data, constituída por 463 habitantes, sendo 212 homens (45.8%) e 251 mulheres (54.2%). 
Tinha 65 jovens  até aos 20 anos, que correspondiam a 14% da sua população. 27 eram rapazes e 38 eram raparigas.
A população com mais de 65 anos atingia os 185 habitantes (40%), dos quais 78 eram homens e 107 eram mulheres.

## História
Alverca da Beira teve uma comunidade judaica que aí se fixou no século XV.

## Património
- Pelourinho de Alverca da Beira
- Igreja Matriz
- Fonte das Almas
- Fonte do Pio
- Capela do Senhor dos Aflitos
- Antiga Câmara Municipal
- Capela de S. Tardoz

## Personalidades ilustres
- Barão de Alverca e Visconde de Alverca
- Susana Maria Sousa Pereira: A escritora Susana Maria Sousa Pereira de Pina Rodrigues nasceu em Alverca da Beira a 5 de Julho de 1978. Recentemente lançou em Março de 2015 na Suíça o livro "Um olhar", "Un regard" em Português e Francês, revertendo toda a sua venda em favor de uma associação de pessoas que sofrem de doenças neuromusculares, como é o caso dela.